# Never Ending Tour 1994
Never Ending Tour 1994 es el séptimo año de la gira Never Ending Tour, una gira musical del músico estadounidense Bob Dylan realizada de forma casi ininterrumpida desde el 7 de junio de 1988.

## Trasfondo
El séptimo año de la gira Never Ending Tour comenzó con once conciertos en Japón. Dos días después, Dylan viajó a Malasia para ofrecer su primer y único concierto en el país hasta la fecha. A continuación, el músico ofreció sendos conciertos en Singapur y Hong Kong.
El 5 de abril, Dylan comenzó una etapa norteamerican de la gira con veinticinco conciertos que comenzaron en Springfield (Illinois) y finalizaron un mes después en Memphis (Tennessee). Antes de continuar su gira por Europa, el músico regresó a Japón para tocar en The Great Music Experience los días 20 y 22 de mayo.
A continuación, Dylan visitó Europa para ofrecer diecisiete conciertos. Dieciséis días después de completar su etapa europea, volvió a los Estados Unidos para ofrecer quince conciertos, incluyendo su participación en Woodstock 94. Después de sufrir un accidente de tráfico en 1966 y de desaparecer de la escena de la música popular, Dylan declinó la invitación de participar en el Festival de Woodstock en 1969, a pesar de residir en Woodstock en el momento en que fue organizado el festival. Sin embargo, Dylan prefirió tocar en el Festival de la Isla de Wight el mismo día que comenzó el Festival de Woodstock. Según varios críticos, el concierto de Dylan en Woodstock fue uno de los mejores momentos del festival y representó el comienzo de otra nueva fase en su carrera musical.
Dylan continuó su gira por Estados Unidos el 1 de octubre en Ithaca (Nueva York), y posteriormente por la costa Este de los Estados Unidos hasta finalizar el 13 de noviembre en Nueva Orleans. Inspirado en el éxito de su aparición en Woodstock '94, Dylan tocó en MTV Unplugged, posteriormente publicado como álbum en directo.

## Fechas
| #            | Fechas                  | Ciudad           | País            | Escenario                                | Entradas vendidas/disponibles | Taquilla |
| ------------ | ----------------------- | ---------------- | --------------- | ---------------------------------------- | ----------------------------- | -------- |
| Asia         |                         |                  |                 |                                          |                               |          |
| 1            | 5 de febrero de 1994    | Sendai           | Japón           | Sendai Sun Plaza                         | —                             | —        |
| 2            | 7 de febrero de 1994    | Yokohama         | Japón           | Bunka Taiikukan                          | —                             | —        |
| 3            | 8 de febrero de 1994    | Tokio            | Japón           | Nippon Budokan                           | —                             | —        |
| 4            | 9 de febrero de 1994    | Tokio            | Japón           | Nippon Budokan                           | —                             | —        |
| 5            | 11 de febrero de 1994   | Nagoya           | Japón           | Nagoya Congress Center                   | —                             | —        |
| 6            | 12 de febrero de 1994   | Osaka            | Japón           | Osaka-jō Hall                            | —                             | —        |
| 7            | 14 de febrero de 1994   | Kokura           | Japón           | Kyūshū Koseinenkin Kaikan                | —                             | —        |
| 8            | 15 de febrero de 1994   | Kokura           | Japón           | Kyūshū Koseinenkin Kaikan                | —                             | —        |
| 9            | 16 de febrero de 1994   | Hiroshima        | Japón           | Hiroshima Koseinenkin Kaikan             | —                             | —        |
| 10           | 18 de febrero de 1994   | Urawa            | Japón           | Urawa-Shi Bunka Center                   | —                             | —        |
| 11           | 20 de febrero de 1994   | Tokio            | Japón           | Nippon Gaishi Hall                       | —                             | —        |
| 12           | 22 de febrero de 1994   | Kuala Lumpur     | Malasia         | Putra World Trade Centre                 | —                             | —        |
| 13           | 24 de febrero de 1994   | Kallang          | Singapur        | Singapore Indoor Stadium                 | —                             | —        |
| 14           | 25 de febrero de 1994   | Victoria         | Hong Kong       | Hong Kong Coliseum                       | —                             | —        |
| Norteamérica |                         |                  |                 |                                          |                               |          |
| 15           | 5 de abril de 1994      | Springfield      | Estados Unidos  | Sangamon Auditorium                      | —                             | —        |
| 16           | 6 de abril de 1994      | Davenport        | Estados Unidos  | Adler Theater                            | —                             | —        |
| 17           | 7 de abril de 1994      | Ames             | Estados Unidos  | C.Y. Stephens Auditorium                 | —                             | —        |
| 18           | 9 de abril de 1994      | Lawrence         | Estados Unidos  | Leed Center                              | —                             | —        |
| 19           | 10 de abril de 1994     | St. Louis        | Estados Unidos  | Fox Theatre                              | —                             | —        |
| 20           | 12 de abril de 1994     | Rockford         | Estados Unidos  | Coronado Theatre                         | —                             | —        |
| 21           | 13 de abril de 1994     | Peoria           | Estados Unidos  | Peoria Civic Center                      | —                             | —        |
| 22           | 15 de abril de 1994     | Ashwaubenon      | Estados Unidos  | Brown County Veterans Memorial Arena     | —                             | —        |
| 23           | 16 de abril de 1994     | Valparaiso       | Estados Unidos  | Athletics–Recreation Center              | —                             | —        |
| 24           | 17 de abril de 1994     | Chicago          | Estados Unidos  | Riviera Theatre                          | —                             | —        |
| 25           | 18 de abril de 1994     | Chicago          | Estados Unidos  | Riviera Theatre                          | —                             | —        |
| 26           | 20 de abril de 1994     | Champaign        | Estados Unidos  | Assembly Hall                            | —                             | —        |
| 27           | 22 de abril de 1994     | Fort Wayne       | Estados Unidos  | Allen County War Memorial Coliseum       | —                             | —        |
| 28           | 23 de abril de 1994     | Milwaukee        | Estados Unidos  | Riverside Theater                        | —                             | —        |
| 29           | 24 de abril de 1994     | Rochester        | Estados Unidos  | Mayo Civic Center                        | —                             | —        |
| 30           | 26 de abril de 1994     | Sioux City       | Estados Unidos  | Sioux City Municipal Auditorium          | —                             | —        |
| 31           | 27 de abril de 1994     | Lincoln          | Estados Unidos  | Pershing Center                          | —                             | —        |
| 32           | 28 de abril de 1994     | Topeka           | Estados Unidos  | Performing Arts Center                   | —                             | —        |
| 33           | 30 de abril de 1994     | Springfield      | Estados Unidos  | Juanita K. Hammons Hall                  | —                             | —        |
| 34           | 1 de mayo de 1994       | Columbia         | Estados Unidos  | Jesse Auditorium                         | —                             | —        |
| 35           | 3 de mayo de 1994       | Evansville       | Estados Unidos  | Roberts Municipal Stadium                | —                             | —        |
| 36           | 5 de mayo de 1994       | Bristol          | Estados Unidos  | Viking Hall                              | —                             | —        |
| 37           | 6 de mayo de 1994       | Spartanburg      | Estados Unidos  | Spartanburg Memorial Auditorium          | —                             | —        |
| 38           | 7 de mayo de 1994       | Chattanooga      | Estados Unidos  | Soldiers and Sailors Memorial Auditorium | —                             | —        |
| 39           | 8 de mayo de 1994       | Memphis          | Estados Unidos  | Tom Lee Park                             | —                             | —        |
| Europa       |                         |                  |                 |                                          |                               |          |
| 40           | 3 de julio de 1994      | París            | Francia         | Parc Departmental du Bourget             | —                             | —        |
| 41           | 4 de julio de 1994      | Besançon         | Francia         | Palais Des Sports de Besançon            | —                             | —        |
| 42           | 5 de julio de 1994      | Lyon             | Francia         | Antique Theatre                          | —                             | —        |
| 43           | 7 de julio de 1994      | San Remo         | Italia          | Stadion Communale                        | —                             | —        |
| 44           | 8 de julio de 1994      | Milán            | Italia          | Parco Aquatica                           | —                             | —        |
| 45           | 9 de julio de 1994      | Balingen         | Alemania        | Messegelande                             | —                             | —        |
| 46           | 10 de julio de 1994     | Colonia          | Alemania        | Rheinpark                                | —                             | —        |
| 47           | 12 de julio de 1994     | Montreux         | Suiza           | Stravinsky Hall                          | —                             | —        |
| 48           | 14 de julio de 1994     | Graz             | Austria         | Schwarzl Freizeit Zentrum                | —                             | —        |
| 49           | 15 de julio de 1994     | Viena            | Austria         | Hohe Warte                               | —                             | —        |
| 50           | 16 de julio de 1994     | Praga            | República Checa | Sportovni Hala                           | —                             | —        |
| 51           | 17 de julio de 1994     | Cracovia         | Polonia         | Marshal Józef Piłsudski Stadium          | —                             | —        |
| 52           | 19 de julio de 1994     | Varsovia         | Polonia         | Kongresshalle                            | —                             | —        |
| 53           | 21 de julio de 1994     | Dresde           | Alemania        | Freileichtbuhne am Elbufer               | —                             | —        |
| 54           | 23 de julio de 1994     | Halle            | Alemania        | Freilichtbühne Peißnitzinsel             | —                             | —        |
| 55           | 24 de julio de 1994     | Gotha            | Alemania        | Schloss Friedenstein                     | —                             | —        |
| 56           | 25 de julio de 1994     | Kiel             | Alemania        | Ostseehalle                              | —                             | —        |
| Norteamérica |                         |                  |                 |                                          |                               |          |
| 57           | 10 de agosto de 1994    | Portland         | Estados Unidos  | State Theatre                            | —                             | —        |
| 58           | 11 de agosto de 1994    | Patterson        | Estados Unidos  | Big Birch Concert Pavilion               | —                             | —        |
| 59           | 12 de agosto de 1994    | Stratton         | Estados Unidos  | Mountain Ski Resort                      | —                             | —        |
| 60           | 14 de agosto de 1994    | Saugerties       | Estados Unidos  | Saugerties Field                         | —                             | —        |
| 61           | 16 de agosto de 1994    | Lewiston         | Estados Unidos  | Art Park                                 | —                             | —        |
| 62           | 17 de agosto de 1994    | Hershey          | Estados Unidos  | Hersheypark Stadium                      | —                             | —        |
| 63           | 19 de agosto de 1994    | Pittsburgh       | Estados Unidos  | Station Square                           | —                             | —        |
| 64           | 20 de agosto de 1994    | Cleveland        | Estados Unidos  | Nautica Stage                            | —                             | —        |
| 65           | 21 de agosto de 1994    | Columbus         | Estados Unidos  | Celeste Center                           | —                             | —        |
| 66           | 23 de agosto de 1994    | Louisville       | Estados Unidos  | The Louisville Palace                    | —                             | —        |
| 67           | 24 de agosto de 1994    | South Bend       | Estados Unidos  | Morris Performing Arts Center            | —                             | —        |
| 68           | 26 de agosto de 1994    | Merrillville     | Estados Unidos  | Star Plaza Theatre                       | —                             | —        |
| 69           | 27 de agosto de 1994    | Kalamazoo        | Estados Unidos  | State Theater                            | —                             | —        |
| 70           | 28 de agosto de 1994    | Kalamazoo        | Estados Unidos  | State Theater                            | —                             | —        |
| 71           | 29 de agosto de 1994    | Detroit          | Estados Unidos  | Michigan State Fairgrounds Coliseum      | —                             | —        |
| 72           | 1 de octubre de 1994    | Ithaca           | Estados Unidos  | Ben Light Gymnasium                      | —                             | —        |
| 73           | 2 de octubre de 1994    | Amherst          | Estados Unidos  | LeFrak Gymnasium                         | —                             | —        |
| 74           | 4 de octubre de 1994    | Portland         | Estados Unidos  | State Theatre                            | —                             | —        |
| 75           | 5 de octubre de 1994    | Portland         | Estados Unidos  | State Theatre                            | —                             | —        |
| 76           | 7 de octubre de 1994    | Boston           | Estados Unidos  | The Orpheum                              | —                             | —        |
| 77           | 8 de octubre de 1994    | Boston           | Estados Unidos  | The Orpheum                              | —                             | —        |
| 78           | 9 de octubre de 1994    | Boston           | Estados Unidos  | The Orpheum                              | —                             | —        |
| 79           | 11 de octubre de 1994   | Burlington       | Estados Unidos  | Flynn Center for the Performing Arts     | —                             | —        |
| 80           | 12 de octubre de 1994   | Providence       | Estados Unidos  | Providence Performing Arts Center        | —                             | —        |
| 81           | 14 de octubre de 1994   | Albany           | Estados Unidos  | The Palace Theater                       | —                             | —        |
| 82           | 15 de octubre de 1994   | West Point       | Estados Unidos  | Kennedy Center for the Performing Arts   | —                             | —        |
| 83           | 16 de octubre de 1994   | New Haven        | Estados Unidos  | Shubert Theatre                          | —                             | —        |
| 84           | 18 de octubre de 1994   | Nueva York       | Estados Unidos  | Roseland Ballroom                        | —                             | —        |
| 85           | 19 de octubre de 1994   | Nueva York       | Estados Unidos  | Roseland Ballroom                        | —                             | —        |
| 86           | 20 de octubre de 1994   | Nueva York       | Estados Unidos  | Roseland Ballroom                        | —                             | —        |
| 87           | 22 de octubre de 1994   | Rochester        | Estados Unidos  | Rochester Auditorium Theatre             | —                             | —        |
| 88           | 23 de octubre de 1994   | Syracuse         | Estados Unidos  | Landmark Theater                         | —                             | —        |
| 89           | 25 de octubre de 1994   | Wilkes Barre     | Estados Unidos  | F.M. Kirby Center                        | —                             | —        |
| 90           | 26 de octubre de 1994   | Salisbury        | Estados Unidos  | Wicomico Youth and Civic Center          | —                             | —        |
| 91           | 27 de octubre de 1994   | Upper Darby      | Estados Unidos  | Tower Theater                            | —                             | —        |
| 92           | 28 de octubre de 1994   | Upper Darby      | Estados Unidos  | Tower Theater                            | —                             | —        |
| 93           | 30 de octubre de 1994   | Washington D. C. | Estados Unidos  | Warner Theatre                           | —                             | —        |
| 94           | 31 de octubre de 1994   | Washington D. C. | Estados Unidos  | Warner Theatre                           | —                             | —        |
| 95           | 1 de noviembre de 1994  | Norfolk          | Estados Unidos  | Chrysler Hall                            | —                             | —        |
| 96           | 2 de noviembre de 1994  | Roanoke          | Estados Unidos  | Roanoke Civic Center                     | —                             | —        |
| 97           | 4 de noviembre de 1994  | Gainesville      | Estados Unidos  | Georgia Mountains Center                 | —                             | —        |
| 98           | 5 de noviembre de 1994  | Knoxville        | Estados Unidos  | Tennessee Theatre                        | —                             | —        |
| 99           | 6 de noviembre de 1994  | Asheville        | Estados Unidos  | Asheville Civic Center                   | —                             | —        |
| 100          | 8 de noviembre de 1994  | Nashville        | Estados Unidos  | Ryman Auditorium                         | —                             | —        |
| 101          | 9 de noviembre de 1994  | Nashville        | Estados Unidos  | Ryman Auditorium                         | —                             | —        |
| 102          | 10 de noviembre de 1994 | Jackson          | Estados Unidos  | Oman Arena                               | —                             | —        |
| 103          | 12 de noviembre de 1994 | New Orleans      | Estados Unidos  | House of Blues                           | —                             | —        |
| 104          | 13 de noviembre de 1994 | New Orleans      | Estados Unidos  | House of Blues                           | —                             | —        |